# Dextrane
Dextrane sind hochmolekulare, verzweigte, neutrale Biopolysaccharide, die Hefen und Bakterien als Reservestoffe dienen. Da die Polymere nur aus Glucose-Einheiten bestehen, zählen sie zu den Homoglycanen. Natürliche Dextrane besitzen Molekülmassen zwischen 10.000 und 50.000.000 Da. Sie werden von Bakterien der Gattung Leuconostoc (L. mesenteroides und L. dextranicum) mittels Enzymen außerhalb der Zellen (extrazellulär) aus Saccharose hergestellt.
Ein Pionier der Erforschung von Dextranen und der Urheber von deren Verwendung als Blutersatzmittel (in der Zeit des Zweiten Weltkriegs) war Maurice Stacey.

## Eigenschaften und Struktur
Dextrane sind wasserlöslich, wobei die Löslichkeit von der Molekularmasse abhängt. Dabei bilden sich hochviskose, schleimartige Flüssigkeiten. Der kolloidosmotische Druck einer sechsprozentigen wässrigen Lösung von Dextranen mit einer molaren Masse von etwa 75.000 Da entspricht dem des Blutes, weshalb sie als Blutplasmaersatzmittel eingesetzt werden kann. Niedrigmolekulare Dextrane wirken dabei als Thrombozytenaggregationshemmer.
Dextrane sind stark verzweigte Polysaccharide. Die glycosidische Bindung zu den Nachbar-Glucosemolekülen kann dabei über 1,6-, 1,4- oder 1,3-, selten auch 1,2-Verknüpfung geschehen.

### Molmassenverteilung
Für pharmazeutische Anwendungen von Dextranen ist eine bestimmte Molmassenverteilung im Europäischen Arzneibuch vorgegeben und auch eine Prüfmethode dafür. Die Prüfung erfolgt mittels Ausschlusschromatographie.

## Verwendung
Dextrane werden verwendet:
- in 6-prozentiger Lösung (etwa Macrodex, 100 ml enthalten 6 Gramm Dextran 60 in 0,9-prozentiger Natriumchloridlösung) als Blutplasma-Ersatzmittel. Viskosität und kolloidosmotischer Druck dieser Lösung entsprechen dem des Blutserums.
- in 10-prozentiger Lösung (Rheomacrodex, 100 ml enthalten 10 Gramm Dextran 40 in 0,9-prozentiger Natriumchloridlösung)[7]
- als Träger in der Affinitätschromatographie (mit Dextran-Epichlorhydrin-Copolymer)
- zur Aufreinigung von einkernigen Zellen des peripheren Blutes (mit Saccharose-Epichlorhydrin-Copolymer)
- bei der Gefriertrocknung als stabilisierender Zusatz
- in modifizierter Form in der Gel-Permeations-Chromatographie (mit Dextran-Epichlorhydrin-Copolymer)
- als Messstandard in der Membrantechnik

Weiterhin werden sie eingesetzt in Produkten wie:
- Anstrichmitteln
- Mitteln zur Bodenverbesserung
- Detergentien
- Filmen
- Kosmetika (In Kosmetikprodukten wird es in der Liste der Inhaltsstoffe als DEXTRAN (INCI)[8] aufgeführt.)
- Hilfsmitteln für die Papier- und Textilherstellung
- Klebstoffen und Leimen

### Einsatz in der Chirurgie
Niedrigmolekulare Dextrane werden etwa in der Chirurgie eingesetzt, um die Gefahr einer Thrombose in den Blutgefäßen zu minimieren. Der antithrombotische Effekt der Dextrane basiert auf der Erhöhung der Osmolarität und auf der daraus folgenden Zunahme des Plasmavolumens, welche die Viskosität mindert und den Blutfluss steigert. Dextrane reduzieren auch die Aktivierung des Faktor-VIII-Proteins (Von-Willebrand-Faktor-Protein), das für die Blutgerinnung notwendig ist. Sie haben ebenfalls einen inhibierenden (hemmenden) Effekt auf das α2-Antiplasmin, wodurch sie Plasminogen aktivieren.
Die Verweildauer im Körper hängt dabei von der molaren Masse ab. Bei 40.000 Da verbleiben die Dextrane zwei bis vier, bei 70.000 Da vier bis sechs Stunden im Blutkreislauf. Höhere Dextrane werden nur sehr schlecht über die Niere abgeführt, weshalb sie erheblich länger im Körper verweilen. Während dieser Zeit bleiben die thrombolytischen Eigenschaften bestehen.

### Chromatographie
Vernetzte Dextran-Epichlorhydrin-Copolymere wurden 1957 von Jerker Porath entwickelt. Sie werden zur Gel-Permeations-Chromatographie (GPC) genutzt, da sie durch die Vernetzung (z. B. mit Epichlorhydrin) in einem definierten dreidimensionalen Netzwerk angeordnet sind und somit Poren bilden. Moleküle, die größer sind als die Poren, wandern beim Durchlaufen einer solchen Säule mit dem Lösungsmittel, da sie nicht in die Poren eingelagert werden. Kleinere Moleküle können mit diesen interagieren und bewegen sich dementsprechend langsamer. Es ist also eine Auftrennung nach Größe und Form von Molekülen möglich. Gut geeignet ist dies für große Biomoleküle, die sich so ohne großen Aufwand trennen lassen. Weiterhin wird quervernetztes Dextran zur Immunpräzipitation und als stationäre Phase in der Affinitätschromatographie eingesetzt.
Verschiedene Dextran-Derivate werden in der Ionenaustauschchromatographie eingesetzt, z. B. Diethyl-Aminoethyl-Dextran (DEAE-Dextran, ein Anionenaustauscher), Carboxymethyl-Dextran (CM-Dextran) oder Dextransulfat.

## Markennamen
Vernetzte Dextrane sind auch unter dem Markennamen Sephadex der Firma Pharmacia bekannt. Sephadex ist ein Akronym von separation Pharmacia dextran. Es werden auch durch Hydoxypropylierung modifizierte Sephadextypen für die lipophile und hydrophile (als Sephadex LH 20 und Sephadex LH 60) Gelchromatographie hergestellt. Diese Produkte quellen auch in verschiedenen organischen Lösungsmitteln, wie Methanol und Chloroform und erweitern so den Bereich der Anwendung.